# Paul von Schmid

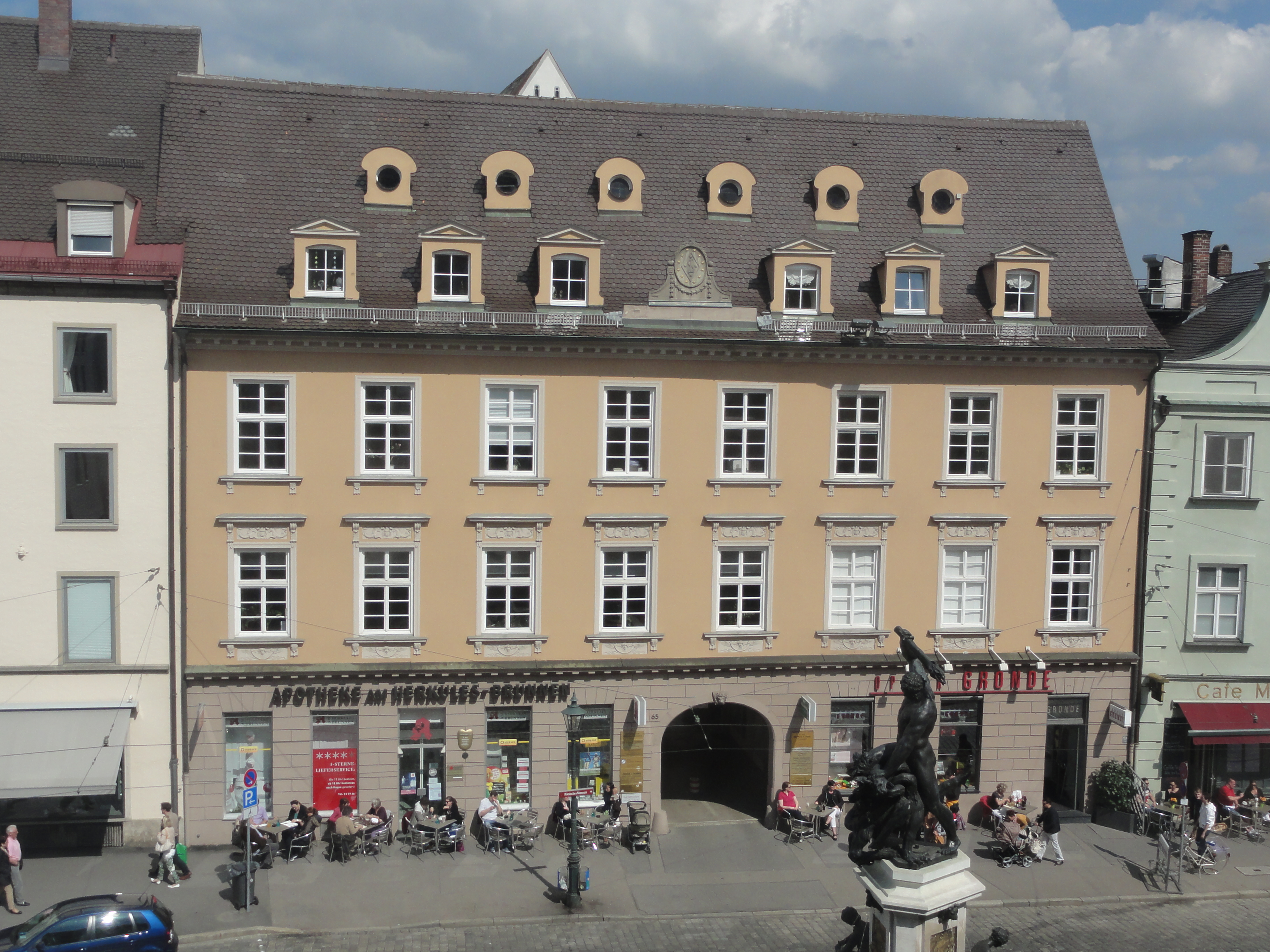
Der ehemalige Sitz des Bankhauses Friedrich Schmid & Co. in Augsburg, Maximilianstraße 65

Paul Schmid, seit 1908 Ritter von Schmid (* 16. November 1842 in Augsburg; † 18. August 1928 ebenda), war ein deutscher Privatbankier in Augsburg.

## Abstammung und Familie
Schmid war ein Sohn des Jacob Friedrich Benedict Schmid, der 1849 in Augsburg das Bankhaus Friedrich Schmid & Co. gründete, und seiner Ehefrau Eugenie, geb. Forster. Nach dessen Tod im Jahr 1853 führte sein Onkel und Vormund Paul Schmid sen. interimistisch das Bankhaus. Am 26. Oktober 1874 heiratete er Johanna Franziska Roth, eine Tochter des Generalmajors und Augsburger Stadtkommandanten Albert Roth.

## Ausbildung und Beruf
Nach dem Besuch des Gymnasiums bei St. Anna in Augsburg nahm Schmid im Wintersemester 1860/61 ein Studium der Rechtswissenschaften an der Ludwig-Maximilians-Universität München auf, das er jedoch im Folgesemester bereits wieder aufgab. Während seiner Universitätszeit trat er dem Corps Franconia bei, dessen Mitglied er zeitlebens blieb. Stattdessen nahm er eine kaufmännische Ausbildung beim Bankhaus Chaponnière & Cie. in Genf auf, die er in London und beim Bankhaus Metzler selig Sohn & Consorten in Frankfurt fortsetzte. Im Jahr 1866 trat er in das von seinem Onkel Paul Schmid sen. geführte Familienunternehmen ein. Zwei Jahre später übernahm Paul Schmid jun. die Leitung des Bankhauses. Sein Bruder und engster Mitarbeiter Ernst Schmid wurde an dem Bankhaus beteiligt.
Paul Schmid, der über seine Mutter und Großmutter mit einflussreichen Augsburger Bankiers- und Industriellenfamilien verwandt war, knüpfte bald ein enges Netz von Beziehungen zu bedeutenden Wirtschaftsunternehmen. In enger Zusammenarbeit mit den kaufmännischen Leitern der oftmals angeschlagenen oder aufgrund ihrer geringen Größe nicht mehr konkurrenzfähigen Unternehmen arbeitete er an der Unternehmensrestrukturierung mit oder leitete Fusionen ein. Soweit es sich nicht bereits um Aktiengesellschaften handelte, forcierte er die Umwandlung in Aktiengesellschaften und die Sanierung durch Rekapitalisierung über den Aktienmarkt. Anschließend übernahm er meist selbst, gelegentlich aber auch sein Bruder, einen Aufsichtsratsposten, sofern möglich den des Aufsichtsratsvorsitzenden, um die weitere Unternehmenspolitik mitbestimmen zu können. Paul Schmid, der als bedeutendster Augsburger Privatbankier der Zeit von 1880 bis 1920 gilt, brachte diese enge Verbindung zwischen Finanzwirtschaft und Industrie mit folgenden Worten zum Ausdruck: „In allen Geschäften, in denen ich Ämter [im Aufsichtsrat] bekleidet habe, war ich immer in der Lage, die Leitung selbst zu übernehmen.“
Ab dem Jahr 1872 initiierte und finanzierte Friedrich Schmid & Co. die Gründung der Zwirnerei und Nähfadenfabrik Göggingen unter Übernahme der Firma E. Schiffmacher & Cie. und deren Erweiterungen. Zwischen 1877 und 1910 begleitete Paul Schmid die Erweiterung der Mechanischen Baumwoll-Spinnerei und -weberei Augsburg unter anderem durch die Weberei am Proviantbach, die Baumwoll-Spinnerei und -weberei Rosenau und die Spinnerei und Weberei Aumühle und begleitete eine technische Reorganisation des veralteten Stammhauses. Als die Mechanische Baumwoll-Weberei am Senkelbach 1880 unter dem Namen Augsburger Buntweberei vormals L. A. Riedinger in eine Aktiengesellschaft umgewandelt wurde, sorgte Schmid für die Platzierung der Aktien, war aber auch zur Stelle, als um die Jahrhundertwende durch Zuführung frischen Geldes die Insolvenz der Gesellschaft abgewendet werden musste. Auch bei der Neuen Augsburger Kattunfabrik gelang Paul Schmid eine grundlegende Restrukturierung und die Zuführung neuer Betriebsmittel. Unter seiner Leitung entstanden 1882 durch Fusion der Unternehmen der Gebrüder Magnus und Carl Epple bzw. des Engelbert Buxbaum die Vereinigten Fabriken landwirtschaftlicher Maschinen vormals Epple und Buxbaum. Im gleichen Jahr organisierte Schmid den Zusammenschluss mehrerer Zündholz- und Wichsefabriken in Augsburg, Deggendorf, Aalen und Ulm zur Aktiengesellschaft Union Vereinigte Zündholz- und Wichsefabriken. Friedrich Schmid & Co. war 1889 als einziges Bankhaus unter den Gründern der Augsburger Localbahn vertreten, die den Anschluss der Industriebetriebe an das staatliche Bahnnetz ermöglichen sollte. 1898 wurde die von den Gebrüdern Schnell elf Jahre zuvor gegründete Mechanische Weberei am Mühlbach in eine Aktiengesellschaft umgewandelt und an den Markt gebracht. Unter der Leitung der Privatbank wurde 1907 die Brauerei Lorenz Stötter in eine Aktiengesellschaft umgewandelt, die nach der Übernahme mehrerer kleinerer Brauereien in 1924 in Aktienbrauerei zum Hasen umfirmierte. Die Privatbank begleitete die Augsburger Baumwoll-Spinnerei am Stadtbach bei Erweiterungen durch Fusion mit der Spinnerei Wertach im Jahr 1914 und durch Integration der Baumwoll-Spinnerei am Senkelbach im Jahr 1927. Die Bedeutung des Privatbankiers zeigt sich insbesondere auch in der Berufung Schmids ins Aufsichtsgremium der Bayerischen Vereinsbank im Jahr 1903. Von 1926 bis zu seinem Tod hatte er dort den Vorsitz inne.
Die durch Schmid und den weiteren Augsburger Bankiers Albert Erzberger, Hugo von Froelich, Franz Frommel, Carl von Stetten, Nathan Wilmersdörffer sowie dem Gutsbesitzer Johann von Stetten unter Mitwirkung der Bayerischen Vereinsbank eingeleiteten Bemühungen, den Finanzplatz Augsburg insbesondere gegen die aufstrebende Bayerische Hypotheken- und Wechselbank zu stärken, waren jedoch nicht von Erfolg gekrönt. Die 1871 gegründete Augsburger Bank stellte schon nach kurzer Zeit die Geschäfte wieder ein und wurde 1877 liquidiert.
Ehrenamtlich engagierte sich Schmid ab 1871 als Assessor am Handelsgericht Augsburg un von 1869 bis 1900 als Mitglied des Kollegiums der Gemeindebevollmächtigten. Von 1884 bis 1889 übernahm er den Vorsitz dieses kommunalen Vertretungsorgans. Er war Anhänger der liberalen Bayerischen Fortschrittspartei. Von 1900 bis 1919 war er Präsident der IHK Schwaben.
Für seine Verdienste wurde Schmid 1894 mit der goldenen Bürgermedaille seiner Heimatstadt ausgezeichnet. Darüber hinaus wurde ihm der Titel eines Geheimen Kommerzienrates verliehen. Durch die Verleihung des Verdienstordens der Bayerischen Krone und der damit verbundenen Erhebung in den persönlichen Adelsstand durfte er sich nach der Eintragung in die Ritterklasse der Adelsmatrikel ab 3. Februar 1908 Ritter von Schmid nennen. Darüber hinaus verlieh ihm die Technische Universität München 1922 die Ehrendoktorwürde.
Nach Paul von Schmids Tod trat sein Sohn Friedrich Schmid seine Nachfolge im Bankhaus Friedrich Schmid & Co. an.

## Aufsichtsratsmandate
(ohne Anspruch auf Vollständigkeit)
- 1869–1928 (Vorsitz ab 1882): Mechanischen Baumwollspinnerei und Weberei Augsburg
- 1871–1877: Augsburger Bank[9]
- 1880–1928: Augsburger Buntweberei vormals L. A. Riedinger
- 1882–1928: Vereinigte Fabriken landwirtschaftlicher Maschinen vormals Epple und Buxbaum
- 1889–1928 (Vorsitz ab 1898): Aktiengesellschaft Augsburger Localbahn
- 1892–1928 (Vorsitz ab 1893): Neue Augsburger Kattunfabrik
- 1898–1928: Mechanische Weberei am Mühlbach
- 1903–1928 (Vorsitz ab 1926): Bayerische Vereinsbank
- 1907–1928: Hasenbräu
- 1909–1928 Lech-Elektrizitätswerke
- um 1910–1928: Mechanische Feinweberei am Fichtelbach[1][2][4]